# Piccoli brividi (serie televisiva 2023)
Piccoli brividi (Goosebumps) è una serie televisiva horror-commedia statunitense del 2023, sviluppata da Rob Letterman e Nicholas Stoller.
È basata sull'omonima serie di libri di R. L. Stine, dalla quale era già stata tratta la serie Piccoli Brividi negli anni novanta.
La serie abbandona il formato antologico episodico della serie televisiva originale del 1995 per concentrarsi invece su uno stile narrativo antologico serializzato, cambiando le trame da stagione a stagione invece che da episodio a episodio, pur continuando a presentare episodicamente alcuni dei mostri e degli oggetti già presenti in Piccoli brividi.
A febbraio 2024, la serie è stata rinnovata per una seconda stagione con un cast e una trama diversi. La seconda stagione, intitolata Piccoli brividi - La misteriosa avventura (Goosebumps: The Vanishing), sarà disponibile su Disney+ e Hulu dal 10 gennaio 2025, con David Schwimmer in un ruolo principale. La seconda stagione è composta da otto episodi.

## Trama

### Prima stagione
Nella tranquilla cittadina costiera di Port Lawrence, cinque ragazzi (Isaiah Howard, Margot Stokes, James Etten, Isabella Chen Lopez e Lucas Parker) libereranno accidentalmente forze soprannaturali. Per questo i protagonisti dovranno collaborare per trovare un modo per fermarle grazie e nonostante le loro amicizie, rivalità e passati reciproci, imparando molto su se stessi e i segreti dei loro genitori nel processo, a cominciare dalla morte di un ragazzo di nome Harold Biddle.

### Seconda stagione (Piccoli brividi - La misteriosa avventura)
Nella seconda stagione, i gemelli Cece (Jayden Bartels) e Devin Brewer (Sam McCarthy) scoprono una minaccia all'interno della loro casa, innescando una serie di eventi che svelano un profondo mistero. Mentre si addentrano nell'ignoto, il duo si ritrova invischiato nella storia di cinque adolescenti misteriosamente scomparsi nel 1994.

## Episodi
| Stagione         | Titoli                  | Episodi | Prima TV USA | Distribuzione Italia |
| ---------------- | ----------------------- | ------- | ------------ | -------------------- |
| Prima stagione   | N.D.                    | 10      | 2023         | 2023                 |
| Seconda stagione | La misteriosa avventura | 8       | 2025         | 2025                 |

## Personaggi e interpreti

### Prima stagione

#### Personaggi principali
- Isaiah Howard, interpretato da Zack Morris, doppiato in italiano da Federico Campaiola.[3]
Quarterback di punta della squadra di football della Port Lawrence High School.
- Margot Stokes, interpretata da Isa Briones, doppiata in italiano da Lucrezia Marricchi.[3]
Vicina di casa ed amica di Isaiah.
- James Etten, interpretato da Miles McKenna, doppiato in italiano da Riccardo Suarez.[3]
Migliore amico di Isaiah, che proviene da una delle famiglie più ricche di Port Lawrence.
- Isabella Chen Lopez, interpretata da Ana Yi Puig, doppiata in italiano da Luisa D'Aprile.[3]
Una ragazza ignorata a scuola e trascurata dalla madre che sfoga le sue frustrazioni trollando le persone online.
- Lucas Parker, interpretato da Will Price, doppiato in italiano da Andrea Di Maggio.[3]
Adolescente a cui piacciono gli sport estremi ed è diventato molto spericolato dopo la scomparsa del padre.
- Nora Parker, interpretata da Rachael Harris e Taylar Hender (giovane), doppiata in italiano da Giò Giò Rapattoni e Margherita De Risi (giovane).[3]
Madre di Lucas, che conosce il segreto di Harold e Slappy.
- Nathan Bratt, interpretato da Justin Long, doppiato in italiano da Emiliano Coltorti.[3]
Nuovo insegnante di inglese alla Port Lawrence High School che eredita la Biddle House e viene posseduto dallo spirito di Harold Biddle.

#### Personaggi ricorrenti
- Colin Stokes, interpretato da Rob Huebel, doppiato in italiano da Alessio Cigliano.[3]
Padre di Margot e preside della scuola di Port Lawrence.
- Ben Howard, interpretato da Leonard Roberts, doppiato in italiano da Massimo Bitossi.[3]
Padre di Isaiah, coinvolto nella morte di Harold Biddle.
- Allison, interpretata da Rhinnan Payne, doppiata in italiano da Roisin Nicosia.[3]
La fidanzata di Isaiah.
- Harold Biddle, interpretato da Ben Cockell, doppiato in italiano da Mattia Nissolino.[3]
Un adolescente morto in un misterioso incendio domestico nel 1993. Il suo spirito vendicativo infesta la città.
- Victoria, interpretata da Francoise Yip, doppiata in italiano da Francesca Fiorentini.[3] 
La madre eccessivamente severa di Isabella, coinvolta nella morte di Harold Biddle.
- Eliza, interpretata da Laura Mennell e Samantha Blaire Cutler, doppiata in italiano da Irene Di Valmo ed Erica Intoppa.[3]
La madre multimilionaria di James, coinvolta nella morte di Harold Biddle.
- Kanduu / Slappy il pupazzo, doppiato in originale da Chris Geere e in italiano da Francesco Pezzulli.[3]
Un inquietante pupazzo parlante da ventriloquo trovato da Biggle che, tramite una formula magica (Karru Marri Odonna Loma Molonu Karrano) trovata in un biglietto nel suo gilet, prende vita. È estremamente perfido, scaltro, crudele, intelligente e manipolatore.[4] Geere interpreta anche Kanduu, uno stregone malvagio il cui spirito fu intrappolato nel pupazzo Slappy.

- Ephraim Bratt, interpretato da Eddie Jemison, doppiato in italiano da Roberto Gammino.[3]
Il bisnonno di Harold, a cui è stato regalato Slappy nel 1925.
- Perry Biddle, interpretato da Jonathan Silverman, doppiato in italiano da Massimo De Ambrosis.[3]
Nipote di Ephraim e padre di Harold.
- Georgia Biddle, interpretata da Gillian Vigman, doppiata in italiano da Eleonora De Angelis.[3]
Nipote di Ephraim e madre di Harold.
- Sarah, interpretata da Lexa Doig e Alex Felix, doppiata in italiano da Barbara De Bortoli e Joy Saltarelli.[3]
La madre distante di Margot, coinvolta nella morte di Harold Biddle.

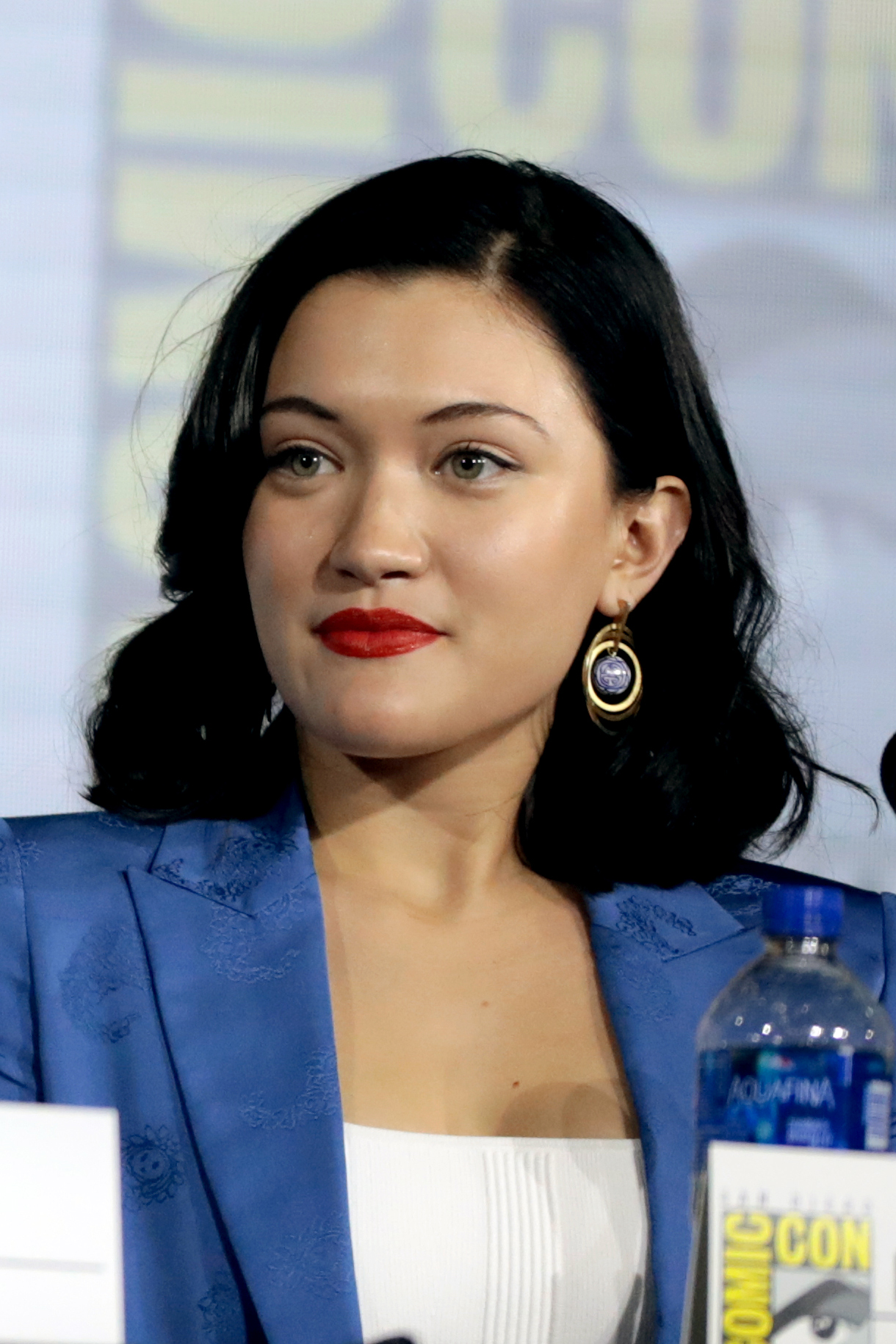
Isa Briones, interprete di Margot Stokes
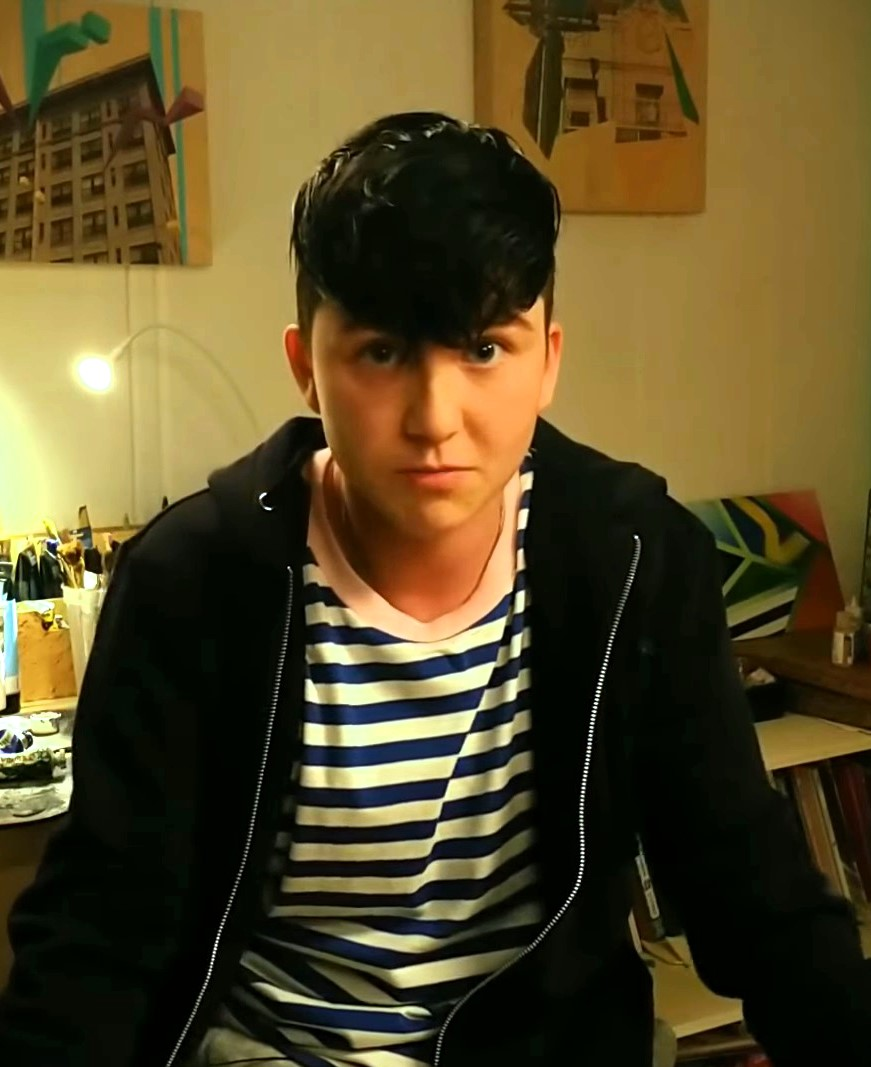
Miles McKenna, interprete di James Etten
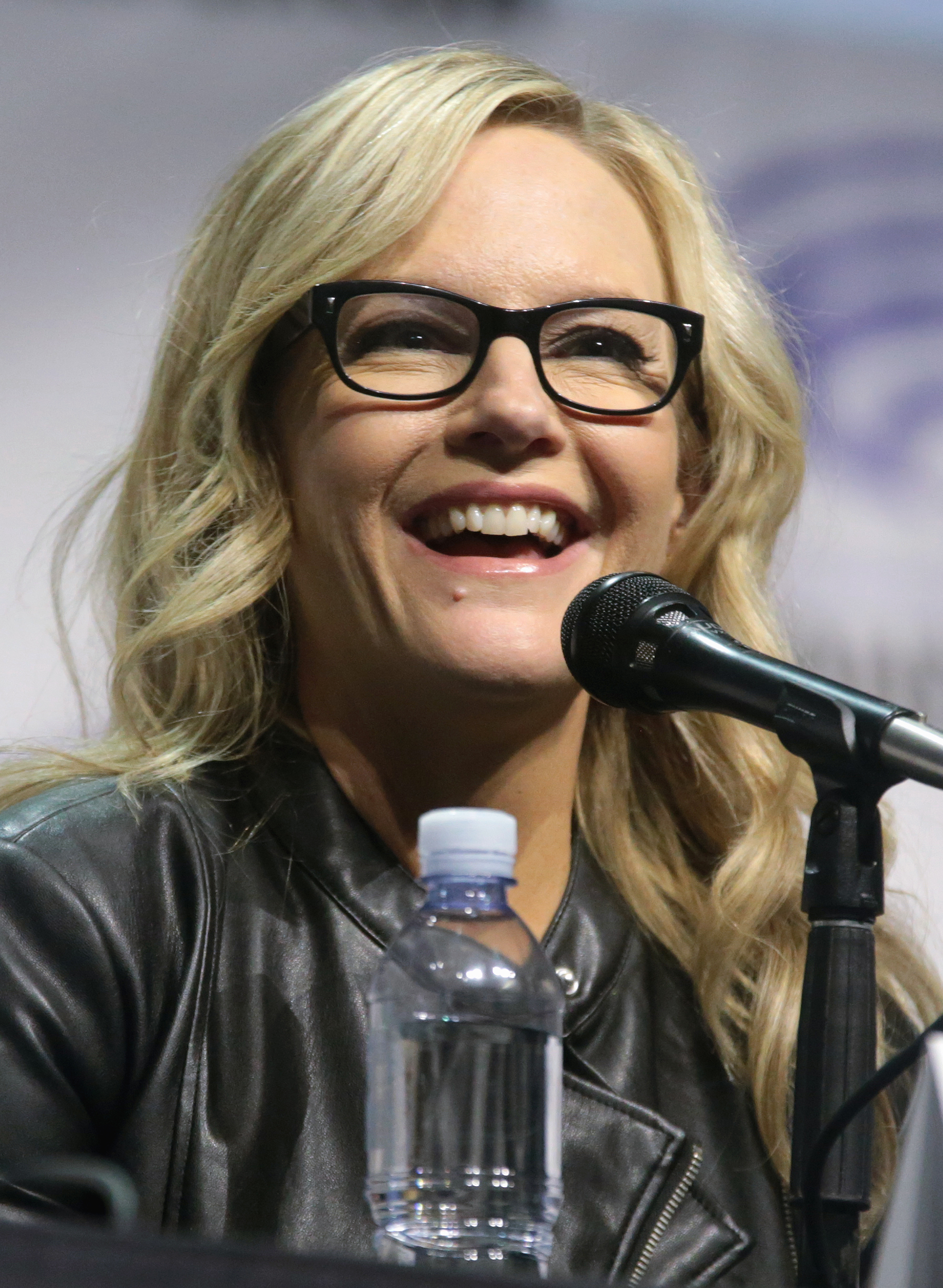
Rachael Harris, interprete di Nora Parker
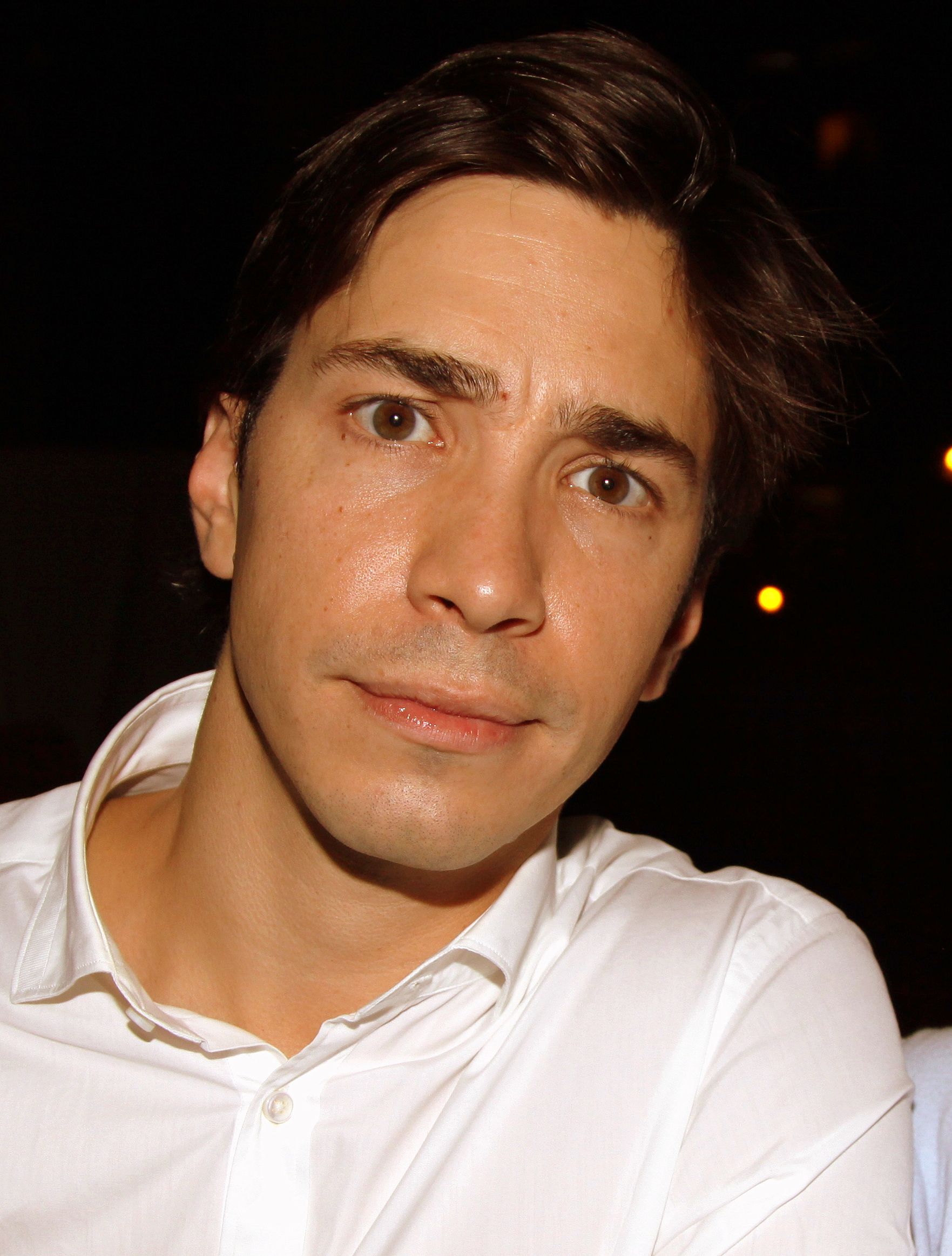
Justin Long, interprete di Nathan Bratt
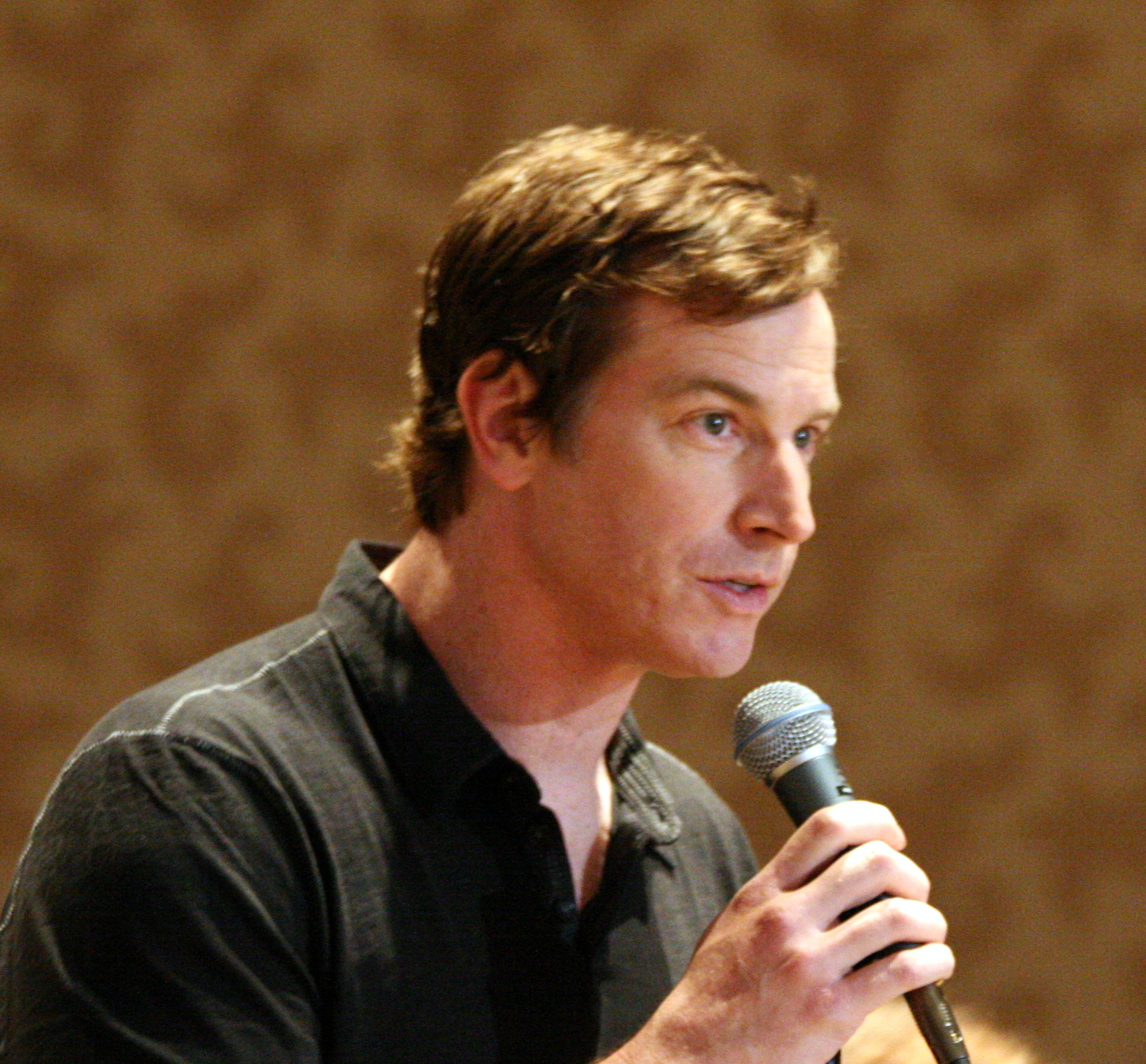
Rob Huebel, interprete di Colin Stokes
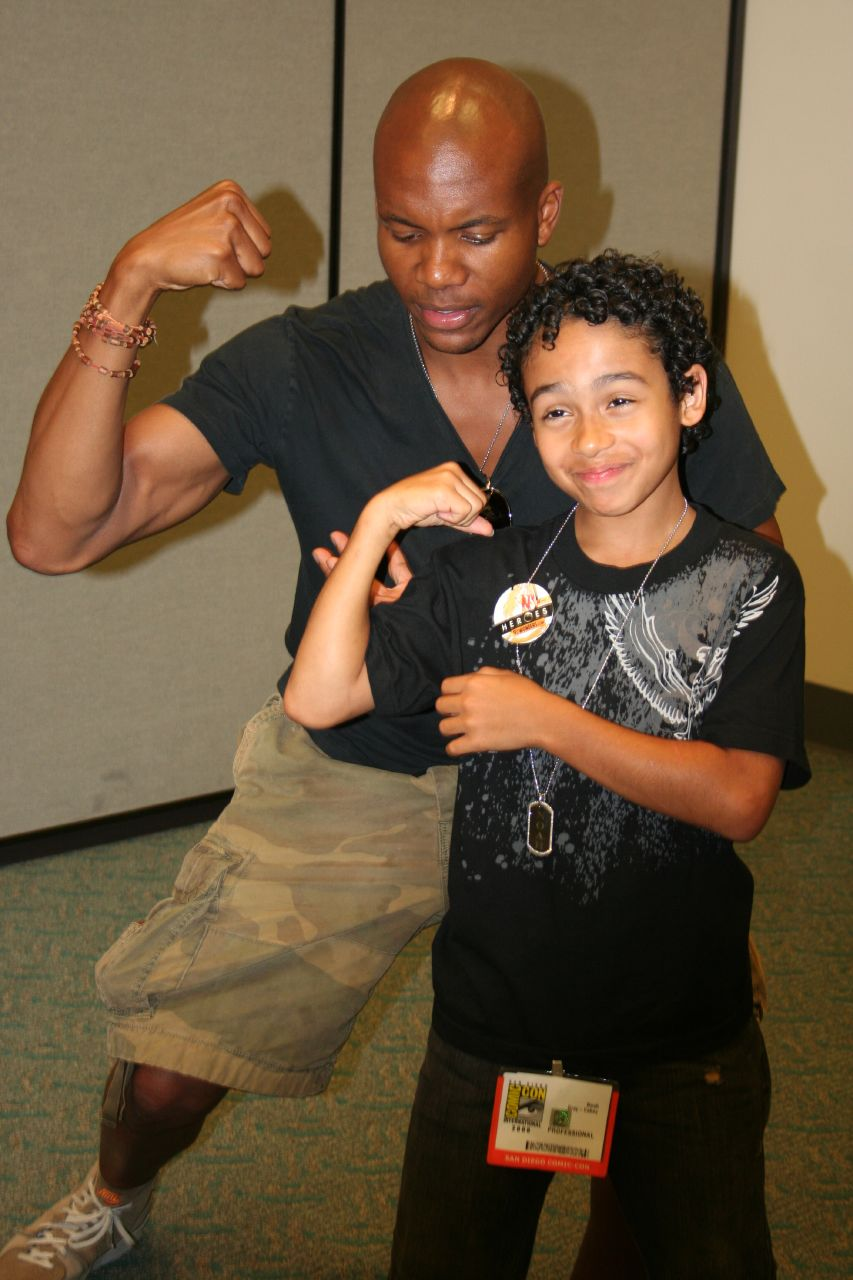
Leonard Roberts (a sinistra), interprete di Beh Howard
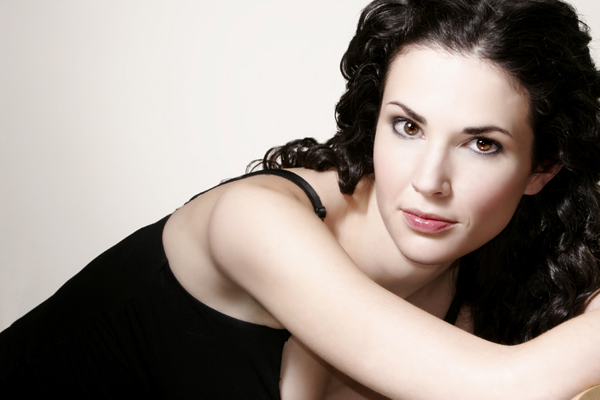
Laura Mennell, interprete di Eliza
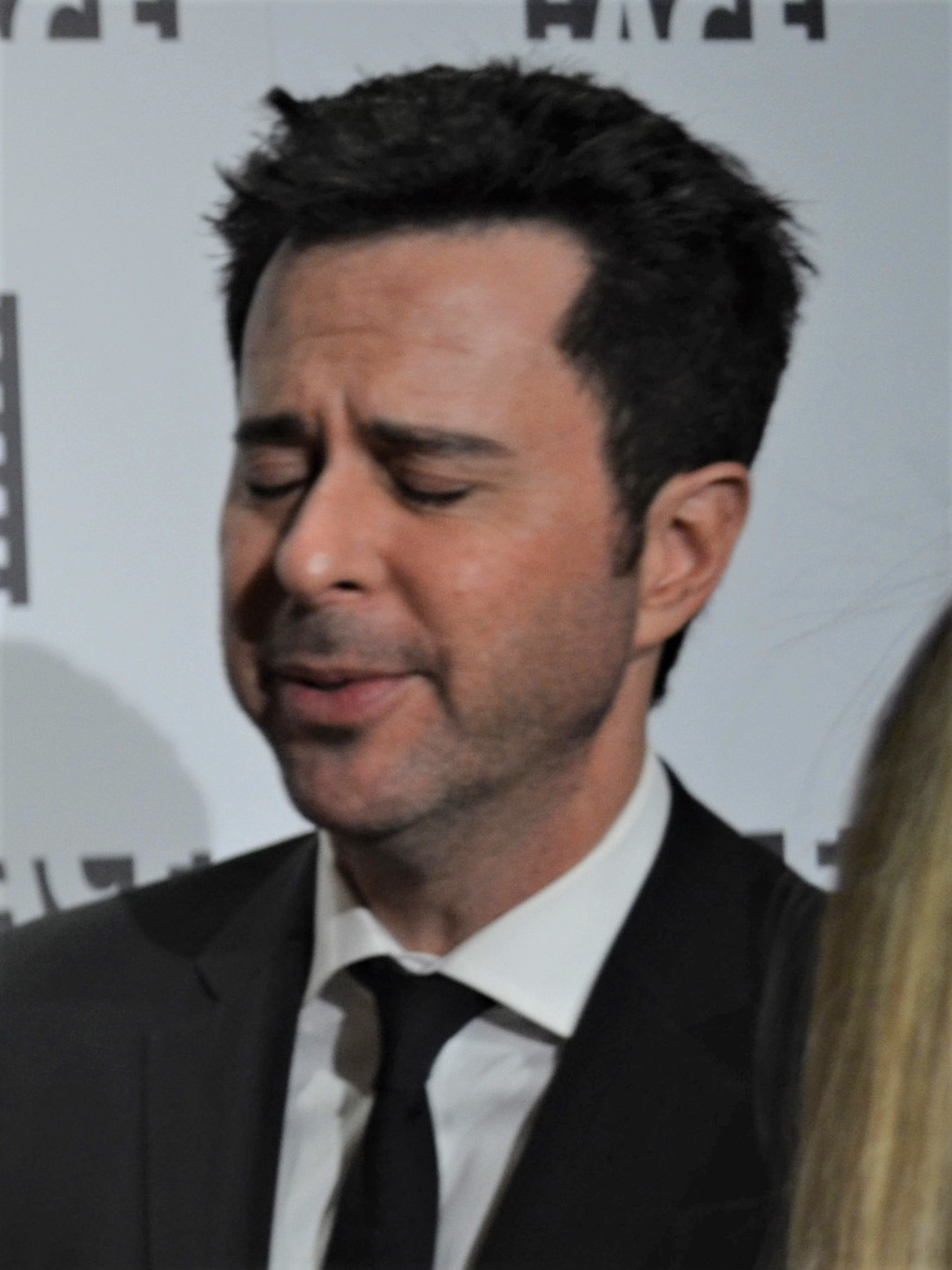
Jonathan Silverman, interprete di Perry Biddle
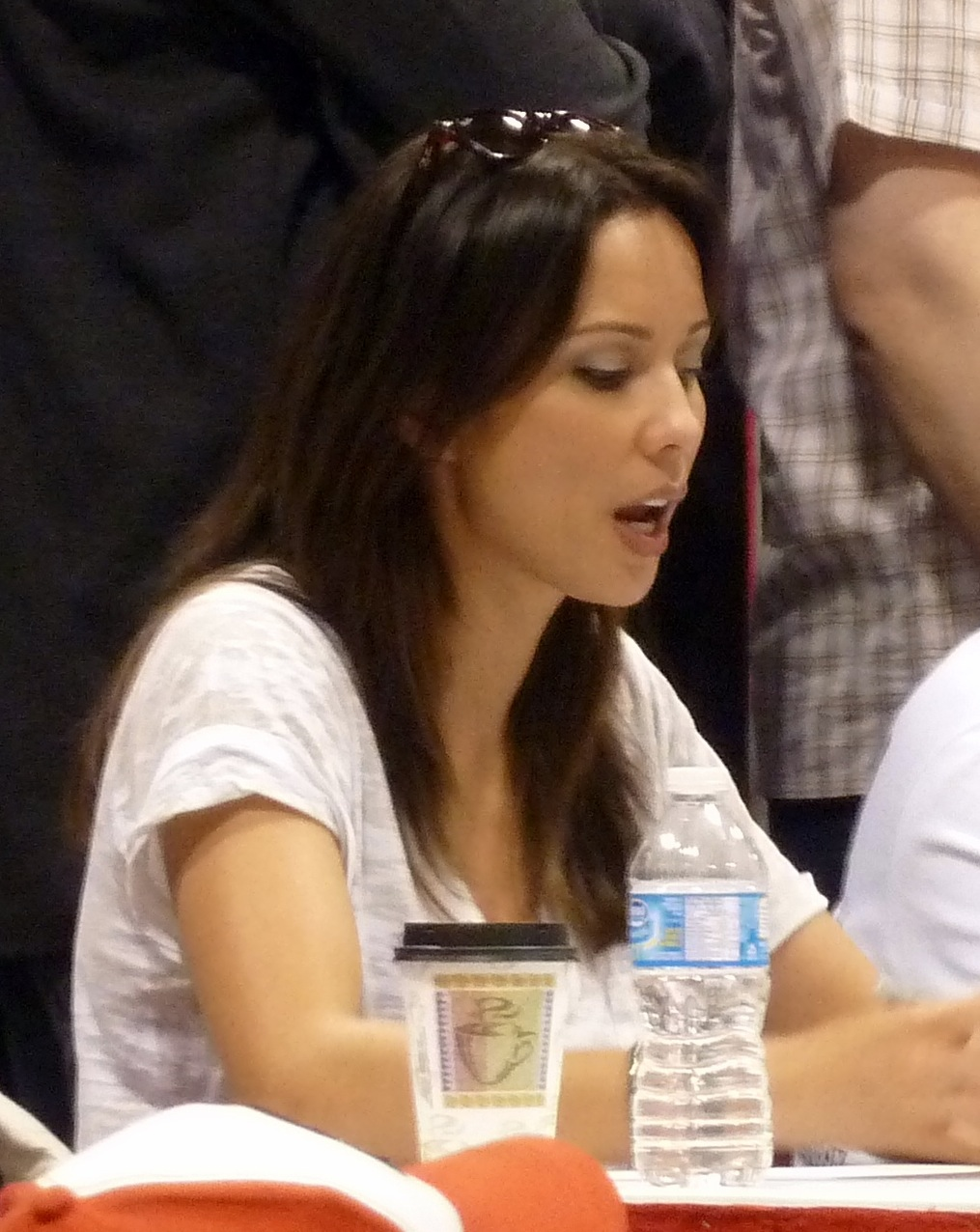
Lexa Doig, interprete di Sarah

### Seconda stagione

#### Personaggi principali
- Anthony Brewer, interpretato da David Schwimmer, doppiato in italiano da Patrizio Prata.
- Jen Diaz, interpretata da Ana Ortiz, doppiata in italiano da Tania De Domenico.
- Devin Brewer, interpretato da Sam McCarthy, doppiato in italiano da Andrea Oldani.
- Cecilia "Cece" Brewer, interpretata da Jayden Bartels, doppiata in italiano da Gea Riva.
- C.J. Lewis, interpretato da Elijah M. Cooper, doppiato in italiano da Omar Maestroni.
- Frankie Garcia Bravo, interpretata da Galilea La Salvia, doppiata in italiano da Chiara Francese.
- Alex Diaz, interpretata da Francesca Noel, doppiata in italiano da Deborah Morese.

#### Personaggi ricorrenti
- Hannah Parker, interpretata da Eloise Payet, doppiata in italiano da Annalisa Platania.
- Sameer, interpretato  da Arjun Athalye, doppiato in italiano da Ezio Vivolo.
- Matty Brewer, interpretato da Christopher Paul Richards, doppiato in italiano da Matteo Garofalo.
- Nicole, interpretata da Kyra Tantao, doppiata in italiano da Federica Simonelli.
- Joseph "Trey" Jimenez III, interpretato da Stony Blyden, doppiato in italiano da Federico Viola.
- Ramona Pamani, interpretata da Sakina Jaffrey, doppiata in italiano da Stefania Patruno.

#### Altri personaggi
- Avi Pamani, interpretato da Sendhil Ramamurthy, doppiato in italiano da Diego Baldoin.

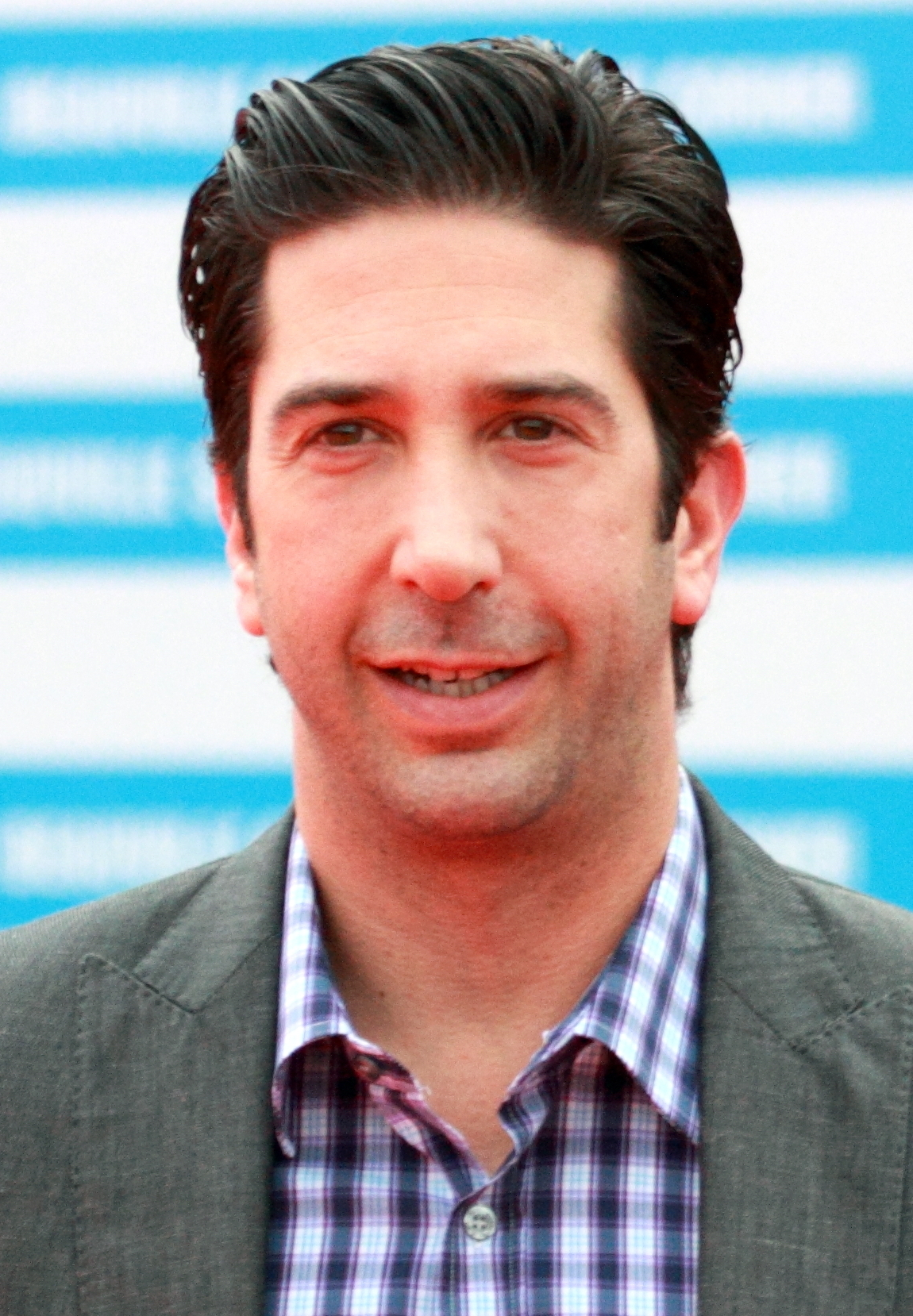
David Schwimmer, interprete di Anthony Brewer
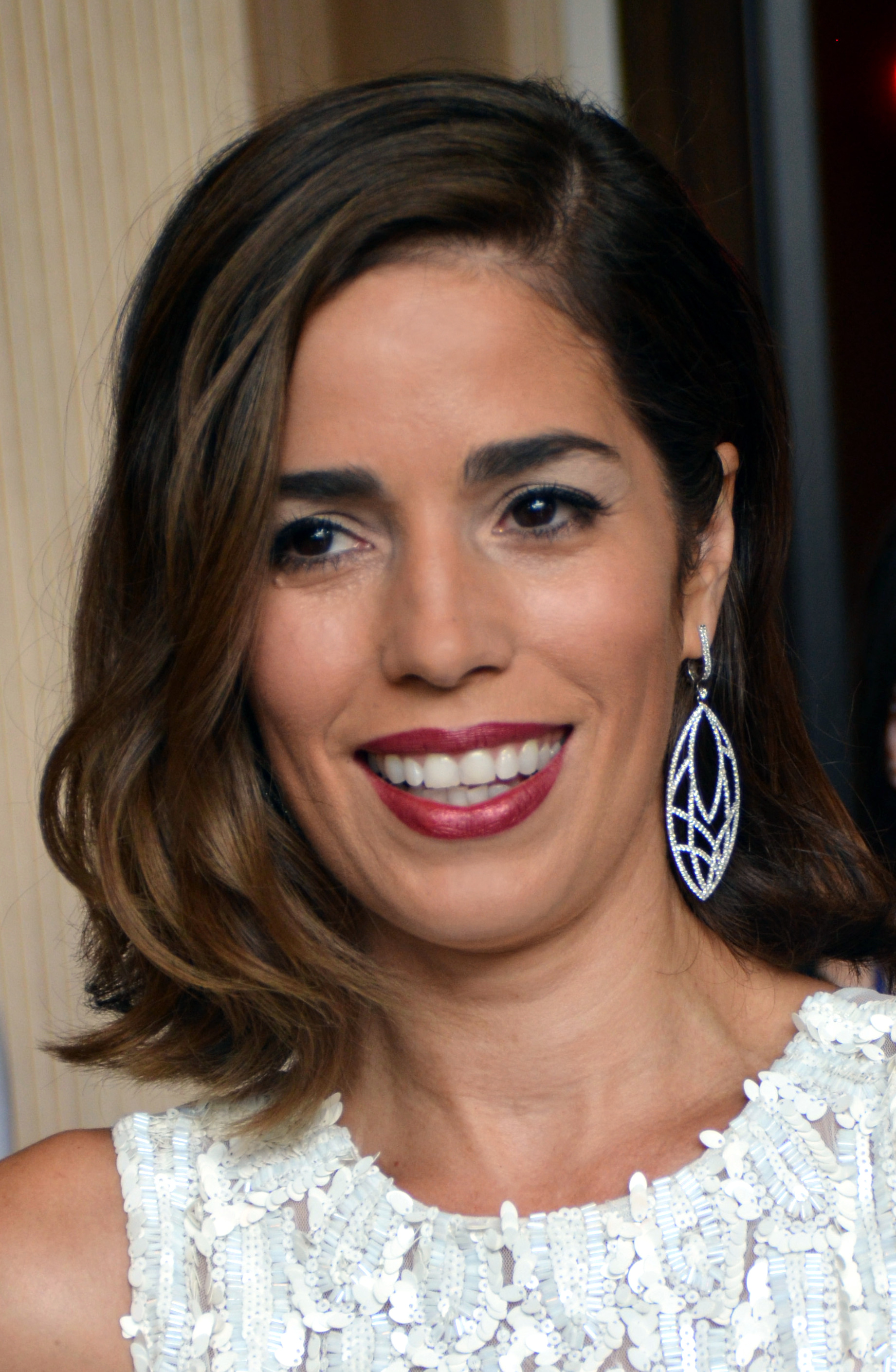
Ana Ortiz, interprete di Jen Diaz
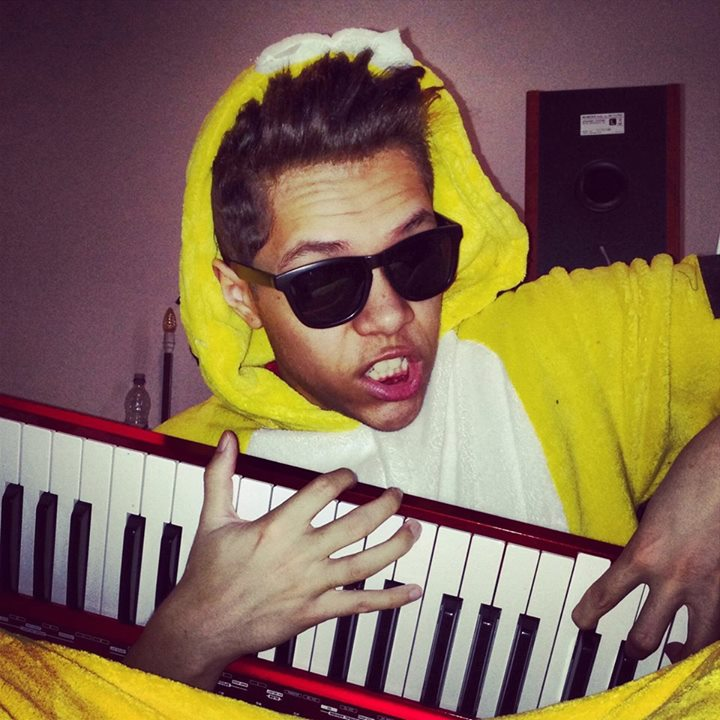
Stony Blyden, interprete di Joseph "Trey" Jimenez III
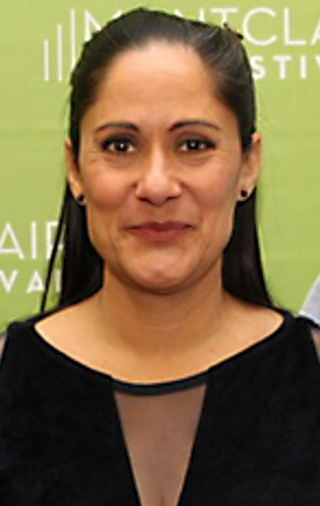
Sakina Jaffrey, interprete di Ramona Pamani
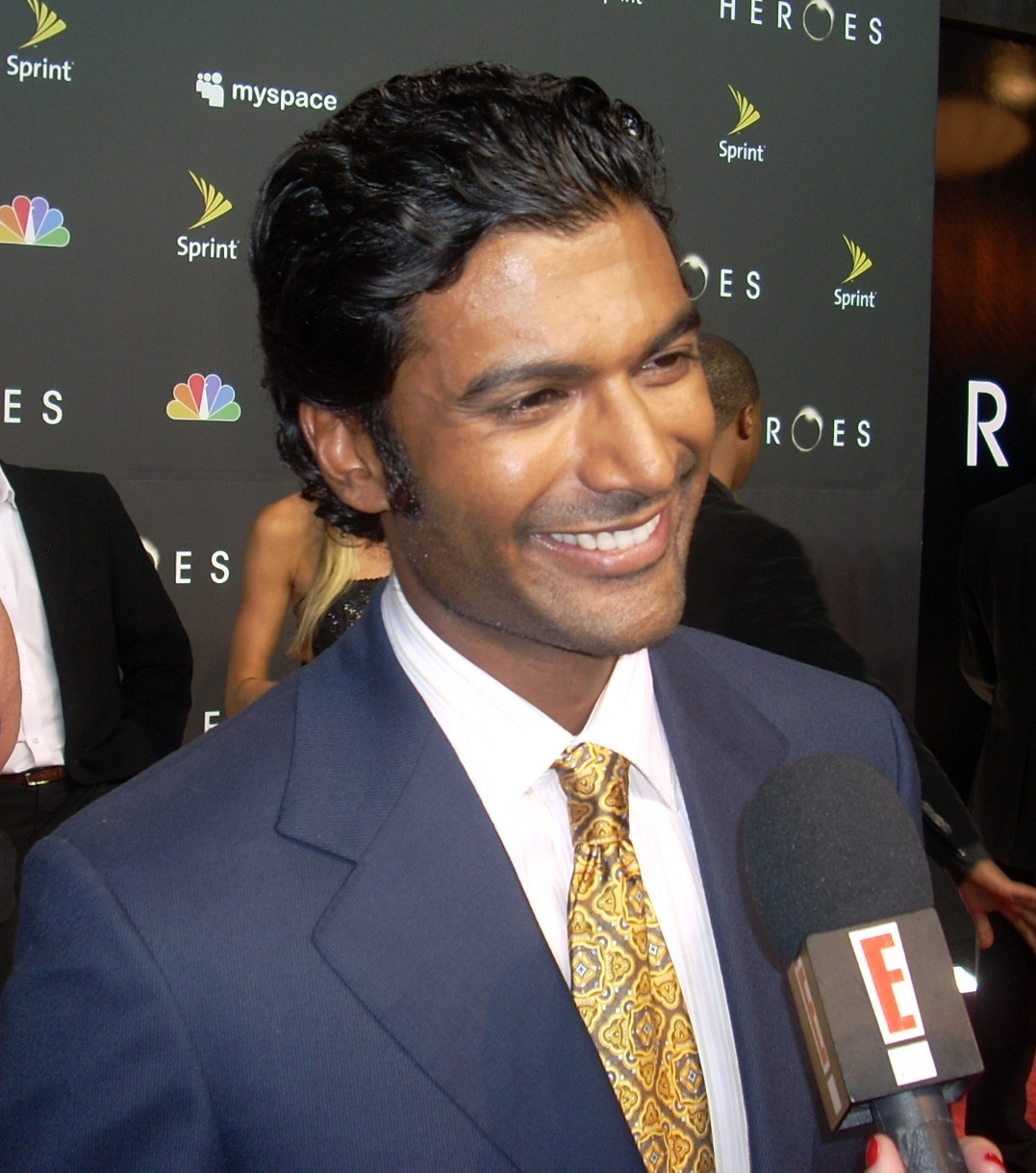
Sendhil Ramamurthy, interprete di Avi Pamani

## Produzione
Nel 2020, è stato annunciato che una serie basata sui libri della collana di Piccoli Brividi sarebbe stata sviluppata da Sony Pictures e Scholastic Entertainment, che in precedenza avevano sviluppato il film Piccoli brividi (2015) e il suo sequel Piccoli brividi 2 - I fantasmi di Halloween (2018), entrambi della Sony Pictures Animation.

### Le riprese
La serie è stata girata principalmente a Vancouver e le riprese sono iniziate a ottobre 2022 per terminare poi a marzo 2023.

## Distribuzione
Piccoli brividi è stata resa disponibile a partire dal 13 ottobre 2023, con le prime cinque puntate, su Disney+ e Hulu contemporaneamente come parte dei blocchi di streaming "Hallowstream" e "Huluween", rispettivamente.

## Accoglienza
Secondo l'aggregatore di streaming JustWatch, Piccoli brividi è stata la settima serie televisiva più vista su tutte le piattaforme negli Stati Uniti durante la settimana dal 9 al 15 ottobre 2023 , e la terza durante la settimana dal 16 al 22 ottobre 2023 . Secondo l'aggregatore di streaming Reelgood, Piccoli brividi è stato il nono programma più visto su tutte le piattaforme negli Stati Uniti durante la settimana del 12 ottobre 2023. Secondo TV Time di Whip Media, Goosebumps è stata l'ottava serie originale più vista su tutte le piattaforme negli Stati Uniti durante la settimana del 22 ottobre 2023, e il settimo durante la settimana del 29 ottobre 2023 .
Il sito web Rotten Tomatoes, aggregatore di recensioni, ha riportato un indice di gradimento del 76% con una valutazione media di 6,8/10, basata su 37 recensioni di critici. Il consenso dei critici del sito web recita "Abbastanza malvagiamente inventivo da dare ai telespettatori i brividi se non gli incubi, Goosebumps trapianta solidamente le storie spettrali di R.L. Stine in un formato serializzato." Metacritic, che utilizza una media ponderata, ha assegnato un punteggio di 60 su 100 sulla base di 12 critici, indicando "recensioni miste o nella media".